# 卖火柴女孩的再临
卖火柴女孩的再临（韓語：성냥팔이 소녀의 재림），2002年韩国动作电影。该电影曾于2003年在伦敦影展放映，并且是同年富川国际幻想电影节的开场电影。该电影中利用了安徒生童话故事《卖火柴的小女孩》和日本小说《壳中少女》的情节。

## 演员
- 任恩頃 : 卖火柴女孩
- 金賢成（朝鲜语：현성 (배우)） 飾演 周 / 遊戲玩家或病毒
- 金振彪（朝鲜语：김진표 (가수)） 飾演 李 / 系統代理
- 金星 飾演 拉拉 / 遊戲玩家
- 明桂南 飾演 秋風落葉 / 非法居留者
- 鄭斗洪（朝鲜语：정두홍） 飾演 吳飛連/飛連派頭目
- 白元吉（朝鲜语：백원길） 飾演 吳仁召
- 申範植 飾演 吳仁召
- 朴正基 飾演 吳仁召
- 張杜利（朝鲜语：장두이） 飾演 親衛隊長
- 朴誠雄 飾演 系統要員2
- 張仁翰（朝鲜语：장인한） 飾演 有錢的老人
- 金善華（朝鲜语：김선화 (배우)） 飾演 天使之家院長
- 金基天 飾演 中餐館老闆
- 徐載京（朝鲜语：서재경） 飾演 考生
- 安吉強 飾演 保衛隊中級指揮官
- 金榮在 飾演 斐連波
- 金振浩 飾演 老人的保鏢
- 洪錫演 飾演 碼頭工人
- 安亨俊（朝鲜语：안형준 (배우)） 飾演 喜美的朋友
- 李清娥 飾演 燒酒店女子1
- 安七炫 飾演 何俊吾（特別出演）
- Pierre Rissient 飾演 Rissient系統（特別出演）